# Boubacar Ben Amer
Boubacar Ben Amer este o comună din Regiunea Tagant, Mauritania, cu o populație de 6.141 locuitori.